# Kanuslalom-Weltmeisterschaften 2006

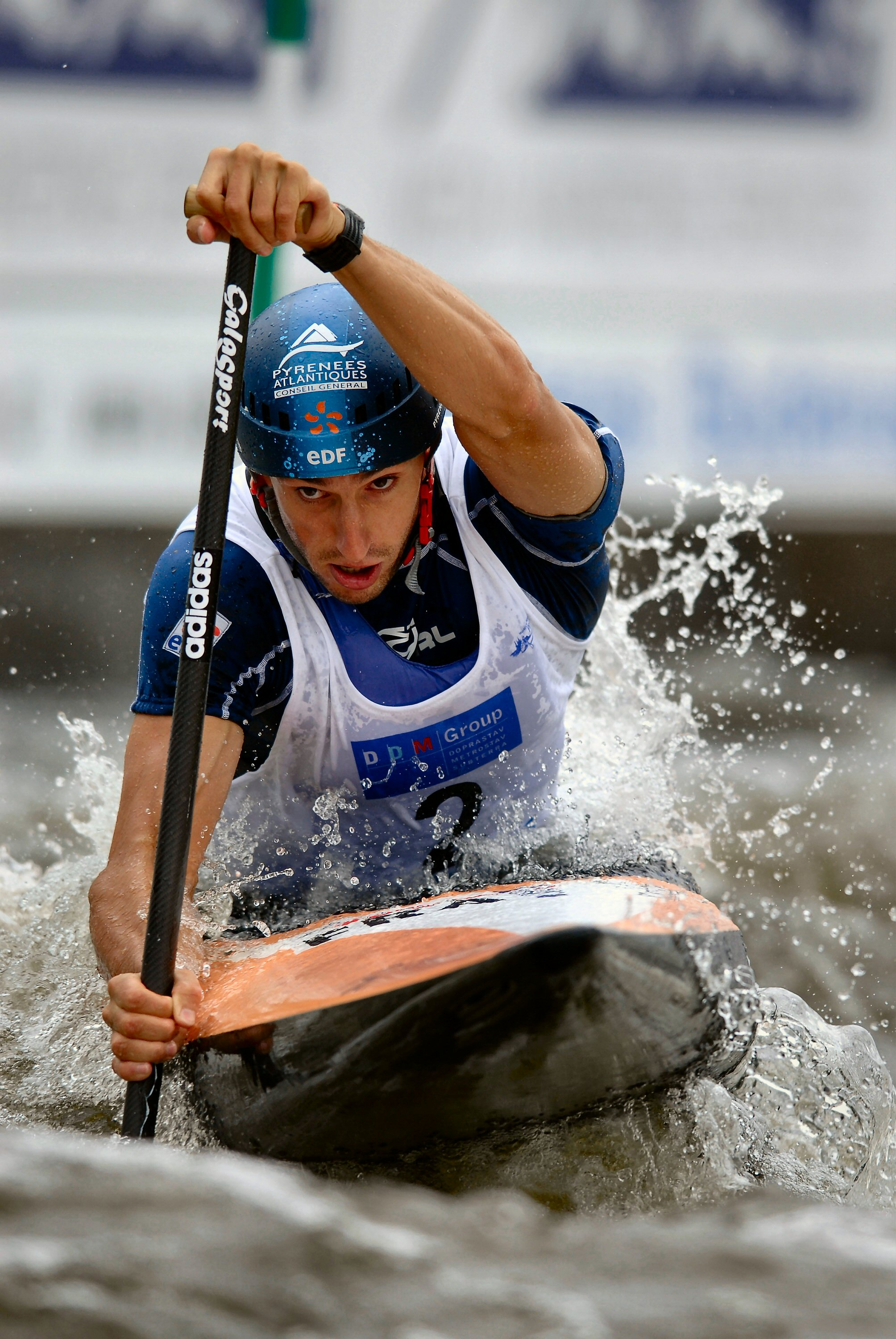
Der Franzose Tony Estanguet fährt im Canadier zu Gold

Die Kanuslalom-Weltmeisterschaften 2006 fanden vom 2. bis 6. August 2006 in Prag, Tschechien statt. Verantwortlich war der Internationale Kanuverband.
Prag war nach Nottingham damit die zweite Stadt, die neben den Kanurennsport-Weltmeisterschaften auch die Kanuslalom-Weltmeisterschaften ausgerichtet hat.

## Medaillengewinner

### Männer

#### Canadier
| Event    | Gold | Zeit | Silber                                                                                           | Zeit | Bronze                                                                                                 | Zeit |
| C-1      | Tony Estanguet                                                                                           |      | Michal Martikán                                                                                  |      | Stanislav Ježek                                                                                        |      |
| C-1 Team | DeutschlandStefan Pfannmöller Nico Bettge Jan Benzien                                                    |      | TschechienTomáš Indruch Jan Mašek Stanislav Ježek                                                |      | Vereinigtes KönigreichDavid Florence Stuart McIntosh Daniel Goodard                                    |      |
| C-2      | TschechienJaroslav Volf Ondřej Štěpánek                                                                  |      | DeutschlandMarcus Becker Stefan Henze                                                            |      | SlowakeiPavol Hochschorner Peter Hochschorner                                                          |      |
| C-2 Team | TschechienMarek Jiras & Tomáš Máder Jaroslav Volf & Ondřej Štěpánek Jaroslav Pospíšil & Jaroslav Pollert |      | DeutschlandMarcus Becker & Stefan Henze Felix Michel & Sebastian Piersig Kay Simon & Robby Simon |      | SlowakeiPavol Hochschorner & Peter Hochschorner Milan Kubáň & Marián Olejník Ľuboš Šoška & Peter Šoška |      |

#### Kajak
| Event    | Gold                                                | Zeit | Silber                                                 | Zeit | Bronze                                                  | Zeit |
| K-1      | Stefano Cipressi                                    |      | Julien Billaut                                         |      | Campbell Walsh                                          |      |
| K-1 Team | FrankreichFabien Lefèvre Julien Billaut Boris Neveu |      | ItalienDaniele Molmenti Stefano Cipressi Diego Paolini |      | PolenGrzegorz Polaczyk Mateusz Polaczyk Dariusz Popiela |      |

Quelle: Institut für Angewandte Trainingswissenschaft (IAT) Universität Leipzig

### Frauen

#### Kajak
| Event    | Gold                                                | Zeit | Silber                                                        | Zeit | Bronze                                                     | Zeit |
| K-1      | Jana Dukátová                                       |      | Fiona Pennie                                                  |      | Jennifer Bongardt                                          |      |
| K-1 Team | FrankreichMathilde Pichery Émilie Fer Marie Gaspard |      | TschechienŠtěpánka Hilgertová Irena Pavelková Marie Řihošková |      | DeutschlandJennifer Bongardt Claudia Bär Jasmin Schornberg |      |

## Medaillenspiegel
| Platz  | Land                   | Gold | Silber | Bronze | Gesamt |
| ------ | ---------------------- | ---- | ------ | ------ | ------ |
| 1      | Frankreich             | 3    | 1      | —      | 4      |
| 2      | Tschechien             | 2    | 2      | 1      | 5      |
| 3      | Deutschland            | 1    | 2      | 2      | 5      |
| 4      | Slowakei               | 1    | 1      | 2      | 4      |
| 5      | Italien                | 1    | 1      | —      | 2      |
| 6      | Vereinigtes Königreich | —    | 1      | 2      | 3      |
| 7      | Polen                  | —    | —      | 1      | 1      |
| Gesamt | Gesamt                 | 8    | 8      | 8      | 24     |